# Хоусон, Джонни
Джо́натан «Джо́нни» Марк Хо́усон (англ. Jonathan Mark «Jonny» Howson; 21 мая 1988, Морли, Уэст-Йоркшир) — английский футболист, полузащитник клуба «Мидлсбро».

## Биография
Джонни родился в пригороде Лидса, в городе Морли. Учился в Morley Victoria Primary School и Bruntcliffe High School.

## Карьера

### «Лидс Юнайтед»

#### Академия
В академию «Лидса» пришёл в 1997 году. Занимался в ней наряду с такими известными ныне футболистами, как Джеймс Милнер и Аарон Леннон. В 2006 году стал её выпускником. 22 августа того же года Джонатан был впервые заявлен на игру своей команды в Кубке Лиги с командой «Честер Сити», но не дебютировал за клуб в том матче. 18 сентября подписал трехлетний контракт с «белыми».

#### Сезон 2006/07
Хоусон дебютировал в составе «Лидса» в матче с «Барнетом» в Кубке Лиги 20 сентября 2006 года. В декабре, в матче с «Халл Сити», Джонни дебютировал в Чемпионшипе. После игры его наградили статусом лучшего игрока матча, а сам футболист получил массу хвалебных отзывов от экспертов и вице-капитана клуба Шона Дерри. Хоусон забил свой первый гол за «взрослый» «Лидс» в феврале 2007 года, когда «белые» играли против «Норвича». Однако, несмотря на все усилия футболистов команды и непосредственно самого Хоусона, «Лидс» покинул Чемпионшип и впервые в своей истории выбыл в Первую Лигу.

#### Сезон 2007/08
В начале сезона 2007/08 Джонни довольно редко появлялся на поле в стартовом составе. Но когда главным тренером «Лидса» был назначен Гари Макаллистер, футболист прочно занял место в основном составе. В конце сезона Хоусон был объявлен Лучшим молодым игроком «Лидса». После завершения сезона с ним был подписан новый трехлетний контракт.

#### Сезон 2008/09
В начале сезона 2008/09 Джонни растерял свою прошлогоднюю форму, из-за чего потерял место в стартовом составе команды, которое занял молодой Фабиан Делф. После увольнения из команды Гари Макаллистера и прихода в команду Саймона Грейсона, Джонни стал играть в центре поля вместе с Делфом. К февралю 2009 года он занял прочное место в основном составе. Команда стала очень успешно выступать в чемпионате благодаря отличной связке этих футболистов. По итогам сезона «белые» вышли в плей-офф Первой Лиги, но в полуфинальном матче они потерпели поражение от «Миллуолла».

#### Сезон 2009/10
В августе 2009 года Джонни был назначен вице-капитаном «Лидса». Из-за полученной в начале сезона травмы выбыл из строя тогдашний капитан «белых» Ричард Нейлор. Повязка была передана Хоусону. Молодой капитан и Майкл Дойл стали лучшей связкой центральных полузащитников в лиге, благодаря чему в начале сезона «Лидс» выдал отличную серию из 8 побед в 10 матчах. По итогам сезона команда Саймона Грейсона заняла в Первой Лиге 2 место и автоматически вышла в Чемпионшип.

#### Сезон 2010/11
Начал сезон с матча против «Дерби Каунти», в котором «Лидс» уступил со счетом 1:2. Первый гол в сезоне забил 10 августа 2010 года в матче Кубка Лиги с командой «Линкольн Сити». Первый гол в Лиге забил 14 сентября в матче с «Барнсли», в котором команда также уступила, но с разгромным счетом 5:2. 8 января 2011 года, когда «Лидс» играл в Кубке с лондонским «Арсеналом», Хоусон был капитаном команды. Матч с «Ковентри Сити», состоявшийся 5 февраля, стал для футболиста 150 в составе «павлинов». В марте стал футболистом месяца в Чемпионшипе. По итогам сезона Джонни второй раз за карьеру был объявлен лучшим молодым футболистом «Лидса».

#### Сезон 2011/12
31 июля 2011 года Хоусон был назначен постоянным капитаном команды. Первый официальный матч в качестве капитана сыграл 6 августа, в матче первого тура Чемпионшипа с клубом «Саутгемптон», в котором его команда уступила со счетом 3:1. В сентябре футболист отказал в своем переходе «Болтону», сообщив о том, что он продляет контракт с «Лидсом». Свой первый гол в этом сезоне забил 29 ноября в ворота «Ноттингем Форест». 3 декабря, в игре с «Миллуоллом» получил травму колена и был вынужден покинуть поле во второй половине первого тайма.

### «Норвич Сити»
18 января 2012 года официальный сайт «белых» сообщил о том, что клуб «неохотно согласился» продать Джонни в «Норвич Сити». Позже об этом было объявлено и на официальном сайте «канареек». 24 января Хоусон перешёл в «Норвич», подписав с клубом контракт на 3,5 года.
Дебютировал за «Норвич» 3 марта, в матче со «Сток Сити». Футболист вышел на поле в стартовом составе и провёл на поле 75 минут. На 21 минуте им была получена жёлтая карточка.
7 апреля, в игре с «Эвертоном» (2:2), забил свой первый мяч в составе «канареек».

### «Мидлсбро»
7 июля 2017 года перешёл в «Мидлсбро». Сумма трансфера составила около £6 млн. Дебютировал 5 августа в матче 1-го тура против «Вулверхэмптон Уондерерс» (0:1). 23 декабря отметился своим первым забитым мячом в игре против «Шеффилд Уэнсдей» (2:1).

## Международная карьера
6 февраля Джонни получил свой первый вызов в молодёжную сборную Англии на матч против молодёжной сборной Италии. Вышел на поле во втором тайме, но не смог помочь спастись своей команде от поражения (игра завершилась со счетом 1:0 в пользу итальянцев).

## Достижения

### Командные
- Вице-чемпион Лиги Один: 2009/10
- Победитель плей-офф Чемпионшипа: 2014/15

### Личные
- Лучший футболист «Норвич Сити» (1): 2016
- Лучший молодой футболист «Лидс Юнайтед» (2): 2007/08, 2010/11
- Игрок месяца в Чемпионшипе (1): март 2011